# Mezoregion Wysoczyzny Kolneńskiej
Mezoregion Wysoczyzny Kolneńskiej (II.5) – mezoregion przyrodniczo-leśny w Krainie Mazursko-Podlaskiej.
Mezoregion położony jest w północno-wschodniej Polsce w woj. podlaskim. Graniczy z mezoregionami: Pojezierza Ełckiego, Kotliny Biebrzańskiej, Puszcz Mazurskich (Kraina Mazursko-Podlaska) oraz Puszczy Kurpiowskiej i Doliny Dolnej Narwi (Kraina Mazowiecko-Podlaska). Powierzchnia mezoregionu wynosi 1672 km². Region w dużym stopniu pokrywa się z mezoregionem fizycznogeograficznym Wysoczyzny Kolneńskiej.
Lasy i ekosystemy seminaturalne zajmują 19% powierzchni regionu, z czego lasy 16% (około 270 km²). 33% powierzchni lasów zarządzanych jest przez Regionalną Dyrekcję Lasów Państwowych w Białymstoku (nadleśnictwa: Nowogród – część północno-wschodnia, Łomża – część północna, Rajgród – część zachodnia).
Dominują krajobrazy naturalne peryglacjalne pagórkowate, rzadziej wzgórzowe. Mniejsze powierzchnie zajmują krajobrazy zalewowych den dolin – akumulacyjne. Wysoczyzna ukształtowała się głównie w zlodowaceniu Warty. Powierzchnia regionu odcina się od otaczających obszarów, dochodząc w kulminacjach do 213 m n.p.m.
Powierzchnia zbudowana jest z plejstoceńskich utworów geologicznych zlodowacenia środkowopolskiego, jak gliny zwałowe, piaski i żwiry lodowcowe, często w morenach czołowych. Rzadsze są piaski i mułki kemowe. W północno-wschodniej części regionu znajdują się niewielkie powierzchnie piasków i żwirów sandrowych, pozostałe po zlodowaceniu Wisły. W dolinach rzek: Skrody, Wincenty i Wissy występują holoceńskie piaski, żwiry, mady rzeczne, torfy i namuły.
W krajobrazie roślinnym przeważają bory mieszane i grądy w odmianie mazowiecko-podlaskiej. Na północnym wschodzie regionu stosunkowo duży jest udział łęgów jesionowo-olszowych i olsów. W części północnej niewielkie powierzchnie zajmuje grąd w wariancie z udziałem borów mieszanych.